# Syzeuctus rostratus
Syzeuctus rostratus är en stekelart som först beskrevs av Cameron 1906.  Syzeuctus rostratus ingår i släktet Syzeuctus och familjen brokparasitsteklar. Utöver nominatformen finns också underarten S. r. kaokoensis.